# Victor Theodor Slama
Victor Theodor Slama (* 26. Oktober 1890 in Wien; † 1. Dezember 1973 ebenda) war ein österreichischer Grafiker, Ausstellungsgestalter und Bühnenbildner. Er ist vor allem als Schöpfer politischer Plakate hervorgetreten.

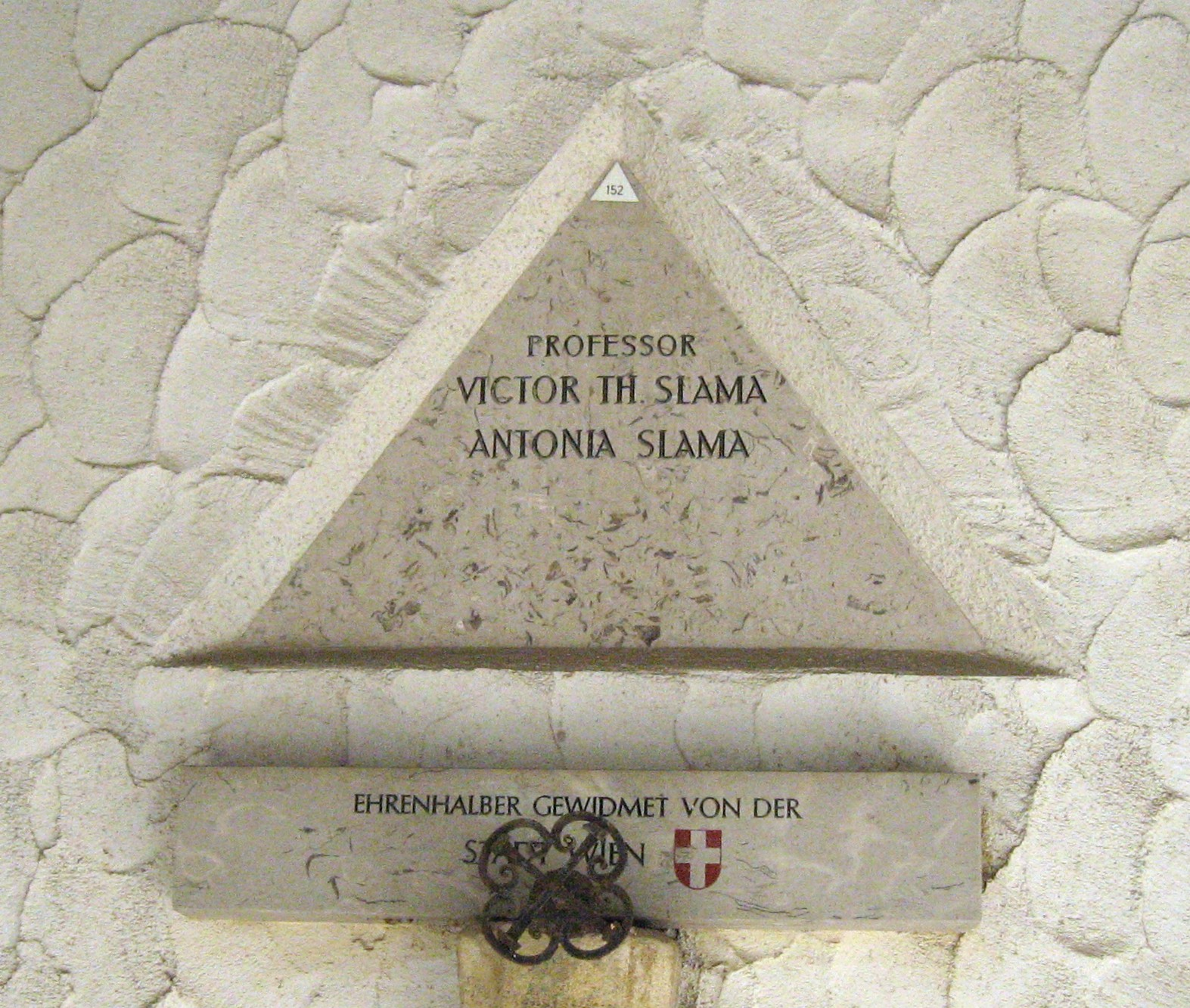
Urnennische in der Feuerhalle Simmering

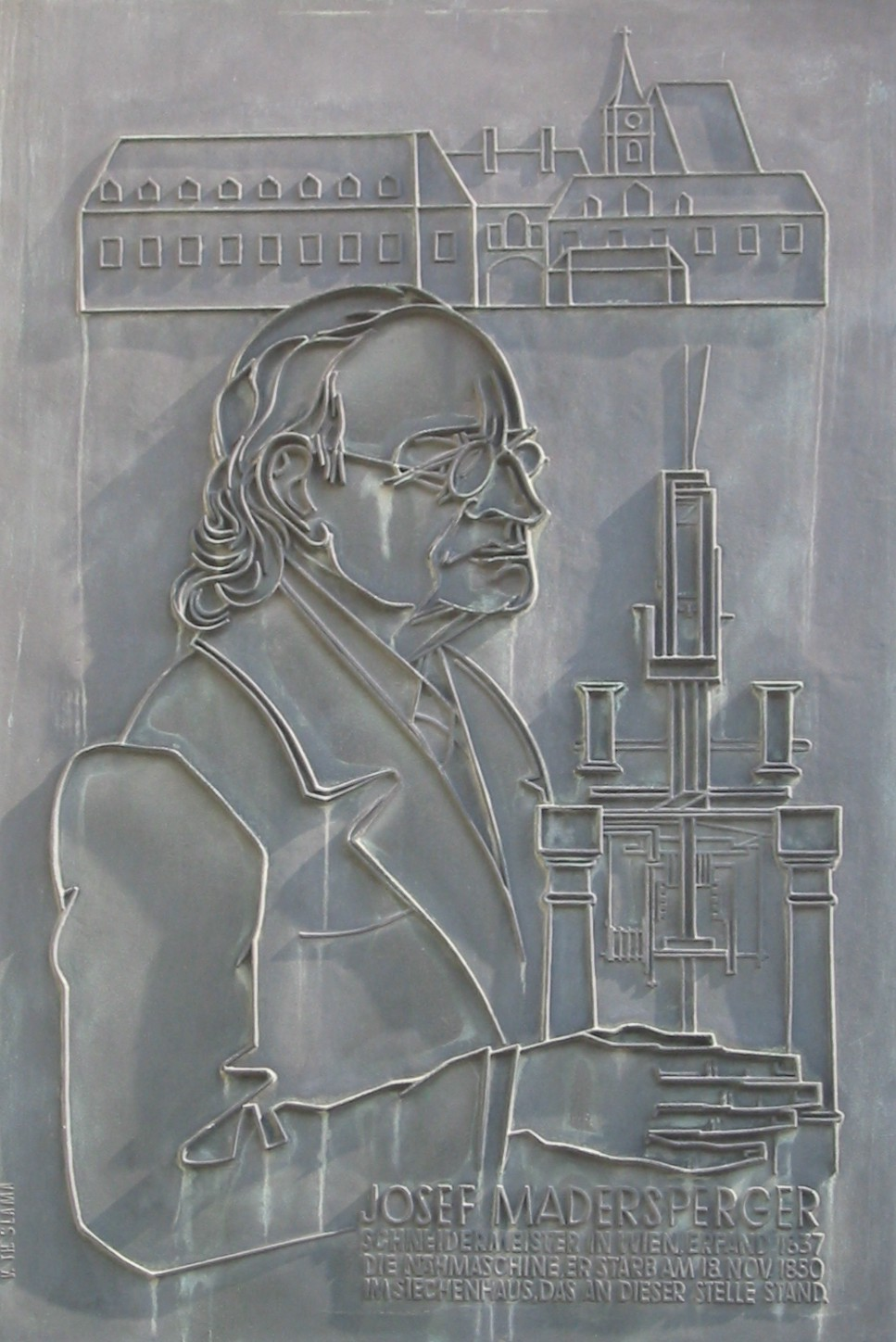
Gedenktafel für Josef Madersperger am Maderspergerhof in Sankt Marx

## Leben und Wirken
Slama wurde bekannt als Gebrauchsgrafiker im Wien der 1920er und 1930er Jahre. Er spezialisierte sich auf das politische Plakat und schuf eindrucksvolle und pathetisch-heroische Bildkompositionen. Slama arbeitete hauptsächlich für die österreichische Sozialdemokratie (SDAPÖ), aber auch für andere Parteien. So entwarf er für die Reichstagswahl 1928 unter dem Pseudonym A. Malsov 18 Plakate für die KPD.
Im NS-Regime erhielt Slama eigenen Angaben zufolge zunächst Berufsverbot, wurde aber mit Schreiben vom 29. Jänner 1941 rückwirkend mit 1. Juli 1938 in die Reichskunstkammer aufgenommen. Vor allem im Bereich der Fassadenplakate für Wiener Premierenkinos war Slamas Auftragslage offenbar recht gut.
1951 wurde ihm der Preis der Stadt Wien für Bildende Kunst auf dem Gebiet der Malerei und Grafik verliehen. Slama war bis nach 1970 als Gebrauchsgrafiker tätig, nach 1945 auch wieder zu politischen Themen.
Victor Theodor Slamas ehrenhalber gewidmete Grabstelle befindet sich in den Urnenarkaden der Feuerhalle Simmering. 1982 wurde die Slamastraße im Wiener Stadtteil Inzersdorf nach ihm benannt.

## Ausstellungen
- 1946 Niemals vergessen! Wiener Künstlerhaus[2]